# Salsola baryosma
Salsola baryosma är en amarantväxtart som först beskrevs av Schult., och fick sitt nu gällande namn av James Edgar Dandy. Salsola baryosma ingår i släktet sodaörter, och familjen amarantväxter.

## Underarter
Arten delas in i följande underarter:
- S. b. gaetula
- S. b. viridis